# Wirtschaftskrise von 1837

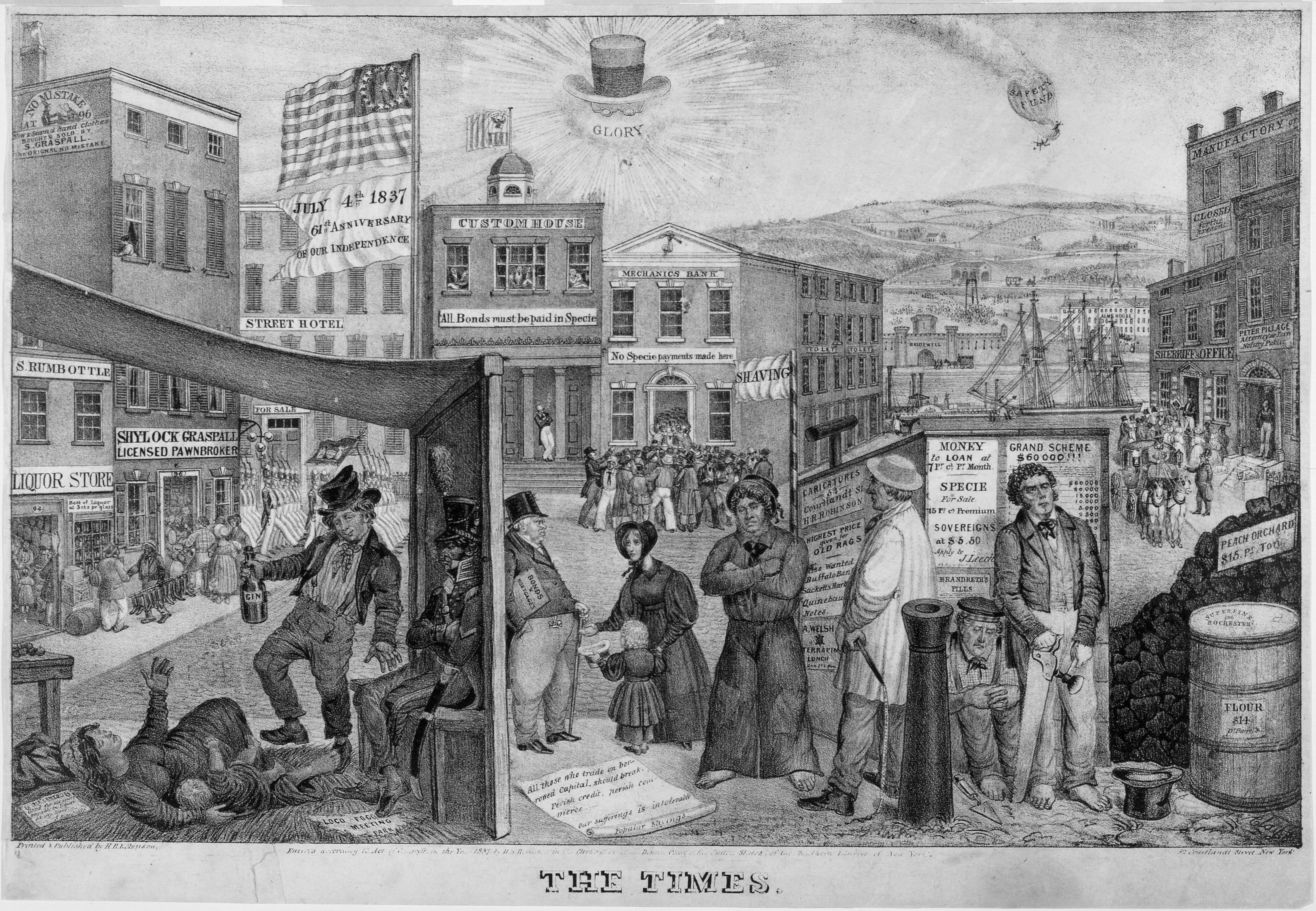
Cartoon, in dem US-Präsident Jackson die Schuld für die Wirtschaftskrise gegeben wird und in dem die Folgen der Krise gezeigt werden

Die Wirtschaftskrise von 1837 war eine der größten Wirtschaftskrisen in der Geschichte der Vereinigten Staaten. Sie hatte ihre Ursache in einer Spekulationsblase; diese zerbarst am 10. Mai 1837 in New York, als jede Bank die Konvertibilität von Papiergeld in Gold und Silber einstellte. Auf die Krise folgten fünf Jahre wirtschaftlicher Depression, die dauerhafte Zahlungsunfähigkeit vieler Banken und hohe Arbeitslosen-Quoten.

## Ursachen
Der Krise war ein Wirtschaftsboom vorausgegangen, der auf der Indianer-Umsiedlung basierte. Die Gebiete, die nach dem Indian Removal Act von 1830 von den Indianern geräumt werden mussten, wurden von der US-Regierung (vom 4. März 1829 bis 4. März 1837 unter Andrew Jackson) an Siedler verkauft. Hierbei wurden große Überschüsse erzielt; der Bundeshaushalt in den Jahren 1835, 1836 und 1837 wies einen Überschuss aus.
Einzelne Bundesstaaten der Union reagierten auf diese Entwicklung mit einer expansiven Ausgabenpolitik. Sie investierten massiv in Infrastrukturmaßnahmen wie Verkehrswege und nahmen an, dass sich diese Investitionen über zunehmende Grundsteuern lohnen würden. Gleichzeitig kam es zu einer Gründungswelle von Banken. Diese wurden (insbesondere in den Südstaaten) vielfach auch durch US-Bundesstaaten mit Kapital ausgestattet. Beides wurde durch eine massive Ausweitung der Staatsverschuldung durch Ausgabe von Staatsanleihen finanziert.
Zwischen 1834 und 1836 verfünffachte sich der Verkauf öffentlichen Landes. Eine Vielzahl von Spekulanten erwarben große Flächen auf Kredit. Die Banken finanzierten dies über Hypotheken und gaben im Gegenzug Papiergeld aus.

## Die Krise
1837 platzte die Spekulationsblase und die bis dahin größte Wirtschaftskrise der Vereinigten Staaten (die erst 1776 gegründet worden waren) begann. Einer der Auslöser der Krise war die Wirtschaftspolitik von US-Präsident Andrew Jackson. Er misstraute dem ungedeckten Papiergeld und regelte daher im „Specie Circular“ (Währungsrundschreiben), dass Käufe von Indianerland nur in Gold und Silber und nicht in Banknoten zulässig seien. Auch der Entzug staatlicher Gelder aus der Second Bank of the United States trug zur Verunsicherung bei. Martin Van Buren, den Jackson als seinen Nachfolger erwählt hatte und der die Wahlen von 1836 gewann, wurde deshalb für die Krise verantwortlich gemacht. Seine Weigerung, staatliche Maßnahmen zur Rettung der Wirtschaft zu ergreifen, trug nach Ansicht von Kritikern auch dazu bei, Schäden und Dauer der Krise zu erhöhen.
Entscheidender war wohl der Verfall der Immobilienpreise. Die Ausweitung des Flächenangebots in den Indianergebieten führte zu einer starken Erweiterung des Angebots; das Platzen der Blase zu einer Reduzierung der Nachfrage. In der Folge brachen die Grundstückspreise ein, die Preise der landwirtschaftlichen Produkte verfielen, die Hypotheken konnten nicht mehr bedient werden und die Grundsteuereinnahmen brachen zusammen.
Mit dem Platzen der Blase brachen auch die Kapitalimporte, insbesondere aus dem Vereinigten Königreich zusammen.

## Folgen
Innerhalb von zwei Monaten betrugen die Verluste aufgrund von Bankzusammenbrüchen allein in New York fast 100.000.000 US-Dollar.

“Out of eight hundred and fifty banks, three hundred and forty-three closed entirely, sixty-two failed partially, and the system of State banks received a shock from which it never fully recovered.”

„Von 850 Banken in den USA schlossen 343 für immer ihre Türen, 62 versagten teilweise und das System der Staatsbanken erhielt einen Schock, von dem es nie völlig genesen konnte.“

## Die Inkonvertibilitätsphase
Die Krise von 1837 wuchs sich – im Gegensatz zu Eisenbahnkrisen des 19. Jahrhunderts – schnell zu einer Finanzkrise aus. Zur Vermeidung von Bank Runs sahen sich die amerikanischen Banken gezwungen, ihre Verpflichtung zum Umtausch der ausgegebenen Banknoten in Gold oder Silber auszusetzen. Vom 10. Mai 1837 bis zum 17. März 1842 war ein Umtausch der Banknoten in das gesetzliche Zahlungsmittel nicht möglich.
In der Folge brachen viele Banken zusammen. Dies führte zu einer massiven Reduzierung der Kreditvergabe und zu einer Verschärfung der Krise. Erst 1843 war die Krise überwunden.

## Die Staatsschuldenkrise
In der Folge der Krise kam es zu einer Staatsschuldenkrise. Die Bundesstaaten beklagten massive Einkommensverluste durch den Zusammenbruch des Grundsteueraufkommens und büßten den Gegenwert der Bankenbeteiligungen ein.
1840 war die Staatsverschuldung der Bundesstaaten daher teilweise massiv angestiegen. Spitzenreiter war der Staat Florida, dessen Schuldenstandsquote 77 Prozent ausmachte. Florida und Mississippi stellten den Schuldendienst ganz ein, andere Staaten wie Arkansas, Louisiana und Michigan teilweise. Fast die Hälfte der Bundesstaaten kam ihren vertraglichen Pflichten nicht nach. Die Kurse der von ihnen ausgegebenen Staatsanleihen fielen deutlich.

## Die Diskussion über die Rettung der Bundesstaaten
Nach der Krise von 1837 stand ein nahezu schuldenfreier Bund einer nennenswerten Zahl von überschuldeten Mitgliedsstaaten gegenüber. 1841 hatten die USA nur ca. 5 Mio. US-Dollar Schulden angehäuft, die Bundesstaaten aber über 200 Mio. US-Dollar. Am 29. Dezember 1842 wurde daher die Gründung eines Sonderausschusses des Repräsentantenhauses beschlossen, der über Lösungen der Krise beraten sollte. Am 2. März 1843 kam der Ausschuss zu der Empfehlung, dass die Schulden der Bundesstaaten durch die Bundesregierung übernommen werden sollten. Hierfür fand sich weder in einer der beiden großen Parteien noch im Parlament eine Mehrheit.
An dieser Entscheidung konnte auch der Druck europäischer Gläubigerbanken nichts ändern. Bereits 1840 hatte Barings die US-Regierung aufgefordert, die Haftung für die Schulden der Einzelstaaten zu übernehmen. Dieser Forderung schlossen sich 1841 die großen europäischen Banken an. Rothschild, Gurney sowie Hope weigerten sich, an der Vermarktung der föderalen Staatsanleihen weiter mitzuwirken, wenn keine Schuldenübernahme vorgenommen würde.
Als eine Schuldenübernahme des Bundes nicht erfolgte, wurden in den jeweiligen Bundesstaaten Umschuldungsabkommen getroffen und die (reduzierten) Zahlungen wieder aufgenommen, so 1845 in Pennsylvania, 1846 in Illinois, 1847 in Indiana und 1848 in Maryland.